# انتقام‌جویان (موسیقی متن)
انتقام‌جویان (انگلیسی: The Avengers) موسیقی متن فیلمی به همین نام در دنیای سینمایی مارول است که توسط آلن سیلوستری ساخته شده است.